# 坦伯格鎮區 (明尼蘇達州威爾金縣)
坦伯格鎮區（英語：Tanberg Township）是位於美國明尼蘇達州威爾金縣的一個行政鎮區。

## 地方資料
坦伯格鎮區的面積為89.58平方千米，皆為陸地。根據2020年美國人口普查的數據，當地共有人口71人，而人口密度為每平方千米0.79人。